# 伊塔蒂巴
伊塔蒂巴是巴西圣保罗州的一个市镇。总面积322.522平方公里，总人口101450人，人口密度314.6人/平方公里。